# Психопатология животных
Психопатология животных — это изучение психических или поведенческих расстройств у животных.
Изучение психопатологии животных проводилось с сильным антропоцентрическим уклоном с учётом моделей психических заболеваний человека. Но с эволюционной точки зрения психопатологии животных более корректно рассматривать как неадаптивное поведение из-за какой-либо когнитивной дисфункции, эмоционального нарушения или стресса. В данной статье приводится неполный перечень психопатологий животных.

## Расстройства пищевого поведения
Животные в дикой природе, по-видимому, относительно свободны от расстройств пищевого поведения, хотя масса их тела колеблется в зависимости от сезонных и репродуктивных циклов. Однако одомашненные животные, включая фермерских, лабораторных и домашних питомцев, склонны к нарушениям. Эволюционная приспособленность влияет на пищевое поведение у диких животных. Ожидается, что сельскохозяйственные животные также проявят это поведение, но возникают вопросы, применимы ли те же принципы к лабораторным и домашним животным.

### Анорексия активности
Анорексия активности (АА) — это состояние, когда крысы начинают чрезмерно тренироваться, одновременно сокращая потребление пищи, подобно нервной анорексии человека или гипергимназии. Когда им дают свободный доступ к пище и колесу для упражнений, крысы обычно разрабатывают сбалансированный распорядок между упражнениями и потреблением пищи, что делает их приспособленными. Однако, если потребление пищи ограничено и доступ к колесам неограничен, крысы начинают больше тренироваться и едят меньше, что приводит к чрезмерной потере веса и, в конечном счете, к смерти. Беговые циклы сдвигаются так, что большая часть работы выполняется за несколько часов до начала подачи пищи. В других условиях АА не развивается. Неограниченный доступ к продовольствию и ограниченный доступ к колесам не приведут к каким-либо значительным изменениям в кормлении или тренировке. Кроме того, если крысы ограничены как в приеме пищи, так и в доступе к колесам, они будут соответствующим образом приспосабливаться. В действительности, если крыс сначала обучают расписанию кормления, а затем дают неограниченный доступ к бегущему колесу, они не будут развивать поведение АА. Результаты подтверждают, что бег препятствует адаптации к новому графику кормления и связан с системой вознаграждения в мозге. Одна из теорий заключается в том, что бег симулирует поиск пищевых ресурсов — естественное поведение у диких крыс. Таким образом, лабораторные крысы бегут больше в ответ на нехватку продовольствия. Эффект полуголодания на активность также изучался у приматов. Самцы макаки-резуса становятся гиперактивными в ответ на длительное хроническое ограничение пищи.

### Синдром худой свиноматки
Синдром худой свиноматки (СХС) — это поведение, наблюдаемое у находящихся в стойле свиноматок, похожее на АА, при котором некоторые свиноматки после ранней беременности чрезвычайно активны, мало едят и истощаются, что очень часто приводит к смерти. Они страдают от исхудания, гипотермии, плохого аппетита, беспокойства и гиперактивности. Синдром в основном может быть связан с социальными и экологическими стрессовыми факторами. Стресс у свиноматок часто воспринимается как следствие ограничения животных, которое происходит при интенсивном производстве. Свиноматками, которые больше всего страдают от сдерживающих условий, являются те, которые кормят грудью или беременны, так как у них очень мало места для передвижения, потому что они содержатся в огороженных ящиках для беременных или привязаны до 16 недели беременности, что нарушает естественное и социальное поведение. Тем не менее, повышенное движение и свобода также являются стрессовыми для взрослых свиноматок, что обычно происходит после отлучения от груди. Когда они объединяются в группы, они энергично сражаются с одной появившейся доминирующей свиноматкой, которая ненасытно ест. Также случается, что две подчиненных свиноматки входят в группу, активно избегающую соревновательных ситуаций кормления, и издеваются над доминирующей свиноматкой. У затронутых свиноматок плохой аппетит, но часто проявляются пикацизм, чрезмерное потребление воды (полидипсия) и анемия.
Исследования по воздействию перенаселенности были проведены в 1940-х годах путем размещения беременных норвежских крыс в комнате с большим количеством воды и пищи и наблюдения за ростом населения. Население достигло нескольких особей и впоследствии не росло; перенаселенность вызвала стресс и психопатологии. Несмотря на то, что было много воды и пищи, крысы перестали есть и размножаться.
Аналогичные эффекты наблюдались и в плотных популяциях жуков. Когда происходит перенаселенность, жуки уничтожают свои яйца и превращаются в каннибалов, пожирая друг друга. Самцы теряют интерес к самкам, и, несмотря на наличие большого количества воды и пищи, прироста населения нет. Подобные эффекты наблюдались в ситуациях перенаселенности у кроликов и оленей.

### Пикацизм
Пикацизм — это до сих пор плохо задокументированное проглатывание несъедобных веществ. У нечеловекоподобных животных он был исследован путем приема каолина (глинистого минерала) крысами. У крыс вызвали всасывание каолина путем введения различных рвотных раздражителей, таких как сульфат меди, апоморфин, цисплатин, а также при помощи движения. Крысы не могут рвать, когда они принимают вредное вещество, поэтому пикацизм у крыс аналогичен рвоте у других видов; это способ для крыс облегчить желудочно-кишечное расстройство. У некоторых животных пикацизм кажется адаптивной чертой, но у других он выглядит настоящей психопатологией, как в случае с некоторыми цыплятами. Цыплята могут демонстрировать тип пикацизма, когда они лишены пищи (ограничение кормления было принято в яичной промышленности, чтобы вызвать линьку). Они увеличивают потребление несъедобных веществ, они клюют структурные особенности окружающей среды — дерево или проволоку на заборах, или перья других птиц. Это типичная ответная реакция, которая возникает, когда кормление ограничено или полностью отменено. Некоторые виды пикацизма могут быть связаны с перенаправлением поведения с пищи на окружающую среду. Другое животное, которое показало более сложный пример пикацизма, — это крупный рогатый скот. Крупный рогатый скот ест кости при дефиците фосфора. Однако в некоторых случаях пикацизм сохраняется даже после того, как уровень их фосфора стабилизируется, и они получают адекватные дозы фосфора в своём рационе. В этом случае данные подтверждают как физическую, так и психологическую адаптивную реакцию. Крупный рогатый скот продолжает есть кости после того, как их уровень фосфора нормализуется, из-за психологического подкрепления. «Сохранение пикацизма в кажущемся отсутствии физиологической причины может быть связано с случайным приобретением болезненного состояния в период физиологической угрозы».
Кошки также демонстрируют пикацизм в своей естественной среде, и есть доказательства, подтверждающие, что это поведение имеет психологический аспект. Некоторые породы (например, сиамская кошка) более склонны демонстрировать этот тип поведения, чем другие породы, но определённые виды пород были специально задокументированы, чтобы показать пикацизм. Наблюдалось, что кошки начинают жевать и всасывать непитательные вещества, такие как шерсть, хлопок, каучук, пластик и даже картон, а затем начинают глотать эти вещества. Этот тип поведения имеет место в течение первых четырёх лет жизни кошки, но в первую очередь наблюдается в первые два месяца жизни, когда кошек вводят в новые дома, что является наиболее распространённым явлением. Теории, объясняющие, почему это поведение становится активным, свидетельствуют о том, что виноваты ранние отлучения и стрессы в результате отделения от матери и животных из выводка и воздействие новой среды. Поедание шерсти и других веществ может быть успокаивающим механизмом, который кошки развивают, чтобы справиться с переменами. Пикацизм также наблюдается преимущественно в 6-8 месяцев жизни кошки, когда возникают территориальные и сексуальные формы поведения. Пикацизм может быть вызван социальными стрессовыми факторами Другие рассмотренные теории включают перенаправление поведения с ловли добычи для получения пищи на пикацизм в результате нахождения животных в закрытом помещении, что особенно распространено среди восточных пород из-за риска краж. В природных условиях пикацизм наблюдался у попугаев (таких как ара), других птиц и млекопитающих. Чарльз Манн изучал амазонских ар, облизывающих глину из русел реки Амазонки, чтобы обезвредить семена, которые они едят. Амазонные ары проводят два-три часа в день, облизывая глину.. Манн обнаружил, что глина помогает противостоять танину и алкалоиду в семенах, которые поглощают ара, это стратегия, которая также используется местными культурами в горах Анды в Перу.
Пикацизм также поражает домашних животных. Хотя такие препараты, как прозак, часто способны уменьшить неприятное поведение у домашних собак, они, похоже, не помогают в расстройстве пищевого поведения. Следующая история о Бамбли, жесткошёрстном фокстерьере, который появлялся на шоу 20/20 в результате его расстройства пищевого поведения (взято из книги доктора Николаса Додмана). 

Проблема с этой собакой представляла собой преследование (иначе известное как теневая погоня). Она целыми часами преследовала тени, даже прокапывала землю под стеной из гипсокартона, чтобы преследовать свои иллюзии… Единственное, что явно не показали на шоу было то, что Бамбли съел все в поле зрения, и дом должен был быть «защищен от Бамбли» против его неустанного проглатывания всего, что оставили его владельцы… У него уже была операция по облегчению кишечной обструкции, вызванной его привычкой, и каждый день его владельцы с трепетом возвращались домой, опасаясь, что Бамбли, возможно, съел что-то ещё.Оригинальный текст (англ.)This dog's presenting problem was light chasing (otherwise known as shadow chasing). It chased shadows for hours on end, even excavating through plasterboard walls to pursue its will-o'-the-wisp illusions...The one thing that didn't come across clearly in the show was that Bumbley ate everything in sight and the house had to be "Bumbley-proofed" against his relentless ingestion of anything his owners left around...He had already had surgery to relieve intestinal obstructions resulting from his habit and, each day, his owners reentered their house with trepidation after work, fearing that Bumbley might have eaten something else.

Додман рассказывает о новых исследованиях, связанных с булимией и компульсивным перееданием в отношении приступов у пациентов. Он предполагает, что противоэпилептические препараты могут быть возможным лечением некоторых случаев пикацизма у животных.

## Поведенческие расстройства
Поведенческие расстройства трудно изучать на животных моделях, потому что трудно понять, что животные думают, и потому, что модели, используемые для классификации психопатологии, являются экспериментальными. Может ли обезьяна эффективно сообщить, что ей грустно, или что она чувствует себя подавленной? Отсутствует возможность использовать язык для изучения поведенческих расстройств, таких как депрессия и стрессовые факторы, определяя достоверность проведённых исследований. Может быть трудно относить человеческие страдания к области, связанной с животными.

### Обсессивно-компульсивное расстройство
Обсессивно-компульсивное поведение у животных, часто называемое «стереотипным» или «стереотипным поведением», может быть определено как конкретное, ненужное действие (или серия действий), повторяющееся чаще, чем обычно ожидалось. Неизвестно, способны ли животные страдать от навязчивых идей так же, как люди, и мотивация для компульсивных действий у животных неизвестна, поэтому термин «ненормальное повторяющееся поведение» менее вводит в заблуждение.
Широкое разнообразие животных проявляет поведение, которое можно считать ненормально повторяющимся.

#### Ритуальное и стереотипное поведение
Хотя обсессивно-компульсивное поведение часто считается патологическим или неадекватным, некоторые ритуализированные и стереотипные формы поведения полезны. Они известны как фиксированные шаблоны действий. Эти формы поведения иногда разделяют характеристики с обсессивно-компульсивным поведением, включая высокую степень сходства по форме, использование среди многих людей и повторяющиеся аспекты.
Существует много наблюдаемых видов животных с характерными, высококонсервативными шаблонами. Одним из примеров является уход у крыс. Это поведение определяется определённой последовательностью действий, которая обычно не отличается между отдельными крысами. Крыса начинает поглаживать усы, затем расширяет поглаживающее движение, чтобы включить глаза и уши, наконец, переходит к тому, чтобы лизать обе стороны своего тела. К концу этой цепочки могут добавляться другие варианты поведения, но эти четыре действия сами по себе являются фиксированными. Повсеместность и высокая степень стереотипии свидетельствуют о том, что это полезная модель поведения, которая поддерживалась в течение всей истории эволюции.
Патологические стереотипные формы поведения также существуют у животных, но они не обязательно обеспечивают аналогичную модель для ОКР у людей. Сбор пера у венесуэльских амазонов имеет генетический компонент, причём поведение более вероятно у одного сиблинга, если другой делает это, и чаще встречается у попугаев рядом с дверью, когда они размещаются в группах. В том же исследовании было обнаружено, что собирание перьев было более распространено у самок и что это не было социальной передачей поведения; также соседи птиц, собирающих перья, с большей вероятностью могли показать поведение, если они были связаны.

#### Эволюционная основа
Некоторые исследователи полагают, что невыгодное обсессивно-компульсивное поведение можно рассматривать как нормальный выгодный процесс, зашедший слишком далеко. Брюне (Brüne, 2006) предполагает, что изменение различного происхождения в полосатых и лобных мозговых цепях, которые играют определённую роль в прогнозировании потребностей и угроз, которые могут возникнуть в будущем, может привести к гиперактивной системе предупреждения когнитивного вреда, когда человек начинает сознательно и необоснованно опасаться маловероятного или невозможного события. Это может быть справедливо и для животных.

#### Генетические факторы
Компульсии у собак чаще встречаются у некоторых пород, и поведенческие диспозиции часто встречаются в одном и том же выводке. Это говорит о том, что существует генетический фактор расстройства. Анкета для владельцев собак и образец крови 181 собаки из четырёх пород, миниатюрных и стандартных бультерьеров, немецких овчарок и стаффордширских бультерьеров показали, что они более восприимчивы к компульсивному и повторяющемуся поведению. Предполагается, что чем больше мы узнаем, изучая ОКР у собак, тем больше мы сможем понять человеческую биологию и генетику, вовлечённые в наследственность восприимчивости к расстройствам, таким как ОКР. У собак была обнаружена хромосома 7, которая создаёт высокий риск восприимчивости к ОКР. Было обнаружено, что собачья хромосома 7 наиболее существенно связана с обсессивно-компульсивным расстройством у собак или, более конкретно, с собачьим компульсивным расстройством (СКР). Этот прорыв помог далее связать ОКР у людей с СКР у собак. Хромосома 7 экспрессируется в гиппокампе мозга, той же области, где экспрессируется у людей. Таким образом, участие в ответных реакциях на лечение как для человека, так и для собак, предлагает больше исследований о том, что эти два существа проявляют симптомы и реагируют на лечение аналогичным образом. Эти данные могут помочь ученым найти более эффективные способы лечения ОКР у людей посредством информации, которую они находят, изучая СКР у собак.

#### Модели животных
Животные, демонстрирующие навязчивое и компульсивное поведение, напоминающее ОКР у людей, использовались в качестве инструмента для выяснения возможных генетических влияний на болезнь, потенциальных методов лечения и лучшего понимания патологии этого поведения в целом. Хотя такие модели полезны, они также ограничены; неясно, является ли поведение эгодистоническим у животных. То есть трудно оценить, известно ли животному, что его поведение является чрезмерным и необоснованным, и является ли это осознание источником беспокойства.
В одном исследовании, проведённом Саймоном Вермейером, использовалась нейровизуализация для исследования серотонинергической и дофаминергической нейротрансмиссии у 9 собак с собачьим компульсивным расстройством (СКР) для измерения доступности рецепторов серотонина 2А. По сравнению с 15 некомпульсивными собаками, используемыми в качестве контрольной группы, у собак с СКР было обнаружено снижение доступности рецепторов, а также снижение подкорковой перфузии и гипоталамической доступности. Результаты этого исследования свидетельствуют о наличии несбалансированных серотонинергических и допаминергических путей у собак. Сходство между другими исследованиями о человеческом ОКР обеспечивает достоверность конструкции для этого исследования, что свидетельствует о том, что исследование будет актуальным и полезным для продолжения исследования активности мозга и лечения препаратами обсессивно-компульсивного расстройства.
Определённые препараты были даны собакам с СКР, чтобы наблюдать их реакции и то, как они похожи или отличаются от того, как люди будут реагировать на одно и то же фармацевтическое или поведенческое лечение. Было обнаружено, что комбинация двух подходов наиболее эффективна в снижении интенсивности и регулярности СКР у собак и людей. Было обнаружено, что фармакологически кломипрамин является более эффективным, чем альтернативный химикат, амитриптилин, при лечении собак. В одном из исследований Карэн Оверэл выяснилось, что комбинируя поведенческую терапию с более эффективным кломипрамином, симптомы СКР уменьшились более чем на 50 % для всех собак, участвующих в исследовании. В целом признается, что СКР не является чем-то, что может быть полностью излечено, но такие исследования все ещё важны, поскольку обсессивно-компульсивное расстройство может контролироваться достаточно эффективно, чтобы оно не мешало жизни, ценной и часто искаженной для тех, кто страдает от расстройства.
В статье Алисии Граф содержится несколько смелых утверждений о том, что собаки — это будущее в понимании того, как лучше диагностировать, распознавать и лечить обсессивно-компульсивное расстройство у людей. Есть доказательства, подтверждающие её заявления, но связь между СКР и ОКР неясна. До сих пор исследования показывали, что эффективные методы лечения у собак одинаково эффективны и для людей, но существует все ещё много неизвестных вещей. Обсессивно-компульсивное расстройство — уникальное психическое расстройство, которое невозможно полностью излечить. Его можно контролировать и понимать, и один из возможных способов лучше сделать это может быть путем изучения СКР у собак. Изучение собак, которые проявляют компульсивное поведение, привело ученых к генетическим прорывам в понимании того, как биология и генетический фактор связаны с обсессивно-компульсивным расстройством. Наблюдая и изучая, как СКР проявляется в деятельности мозга, поведении и генах диагностированных собак, ученые смогли использовать свою новообретенную информацию для разработки лучших диагностических тестов и более легко распознавать симптомы и предрасположенных людей. Подобные функции мозга и поведение собак с СКР и людьми с ОКР показывают, что у них есть связь не только с поведением и симптомами, но и с реагированием на лечение. Понимание собачьего компульсивного расстройства у собак помогло ученым лучше понять и применить свое изучение к разработке новых и более эффективных способов лечения обсессивно-компульсивного расстройства у людей.
Ниже приводятся некоторые примеры способов использования крыс и мышей, двух из наиболее распространённых моделей животных, для представления ОКР человека.

#### Давление на рычаг у крыс
Некоторые лабораторные виды крыс, которые были созданы контролируемым размножением многих поколений, демонстрируют более высокую тенденцию к компульсивному поведению, чем другие виды. Крысы Льюиса демонстрируют более навязчивое поведение при нажатии на рычаг, чем крысы Спрег-Доули или Вистар, и менее чувствительны к антикомпульсивному лекарству пароксетину. В этом исследовании крыс учили нажимать рычаг, чтобы получать пищу. Однажды пища больше не была предоставлена, когда они нажали на рычаг, и крысы, как ожидается, прекратили нажимать на него. Крысы Льюиса прижимали рычаг чаще, чем два других типа, хотя они предположительно узнали, что они не получат пищу, но продолжали нажимать его чаще даже после лечения препаратом. Анализ генетических различий между тремя видами крыс может помочь идентифицировать гены, которые могут быть причиной компульсивного поведения.
Крыс также использовали для проверки возможной проблемы с уровнями допамина в мозге животных, которые проявляют компульсивное контрольное поведение. После лечения крыс с помощью квинпирола — химическое вещество, которое специфически блокирует рецепторы дофамина D2 / D3, компульсивный контроль некоторых открытых мест вырос. Некоторые компоненты проверки поведения, такие как уровень стереотипии на пути животных, взятых в проверенные места, количество проверок и продолжительность проверок указывали на увеличение компульсивности по мере увеличения доз квинпирола; другие компоненты, такие как время, необходимое для возврата из проверенного местоположения в исходную точку, и время, затраченное на это путешествие оставались постоянными после первоначальной инъекции в течение всего эксперимента. Это означает, что в биологии модели дефицита допамина ОКР может быть как общий, так и отсутствующий и сенсибилизирующий аспект. Кроме того, квинпирол может уменьшить чувство удовлетворения у крыс после того, как они проверили местоположение, в результате чего они снова и снова возвращаются в это место.

#### Дефицит эстрогена у мышей-самцов
Основываясь на результатах изменений в ОКР симптомов при менструациях у женщин и различиях в развитии болезни между мужчинами и женщинами, Хилл и его коллеги задались целью исследовать влияние эстрогена на развитие компульсивного поведения у мышей. Самцы с выключенным геном ароматазы, которые были неспособны продуцировать эстроген, показали чрезмерный уход и бег на колесе, но самки мышей этого не сделали. При лечении 17β-эстрадиолом, который заменил эстроген у этих мышей, поведение исчезло. Это исследование также показало, что уровни белка КOMT снижаются у мышей, которые не продуцируют эстроген и увеличиваются в гипоталамусе после лечения с заменой эстрогена. Вкратце, белок КOMT участвует в деградации некоторых нейротрансмиттеров, включая допамин, норадреналин и адреналин. Эти данные свидетельствуют о том, что гормональный компонент и эффект взаимодействия гормона-гена могут способствовать обсессивному поведению.

#### Домашние питомцы
Доктор Николас Додман описывает большое разнообразие поведения, подобного ОКР, в его книге «Собаки, которые ведут себя плохо». Такое поведение обычно возникает, когда собаку помещают в стрессовую ситуацию, включая среду, которая их не очень стимулирует, или у собак, подвергавшихся насилию. Кажется, что разные породы собак проявляют различные компульсии. Лик-гранулема или лизание до тех пор, пока на коже не появятся язвы, затрагивающая более крупных собак, таких как лабрадоры, золотистые ретриверы, доги, а также бультерьеры, немецкие овчарки, староанглийские овчарки, ротвейлеры, жесткошёрстные фокстерьеры и английские спрингер-спаниели, которые с большей вероятностью будут хватать воображаемых мух или преследовать свет и тени. Эти ассоциации, вероятно, имеют эволюционную основу, хотя Додман не совсем ясно объясняет этот аспект поведения.
Луис Шустер и Николас Додман заметили, что собаки часто демонстрируют обсессивно-компульсивное поведение, подобное людям. Собачье компульсивное расстройство (СКР) не только характерно для определённых пород собак, но и породы могут влиять на конкретные типы компульсий. Например, бультерьеры часто демонстрируют навязчиво хищное или агрессивное поведение. Чаще всего СКР проявляется у собак как повторяющееся поведение, такое как преследование их хвостов, компульсивное жевание объектов или чрезмерное лизание их лап, подобно частому мытью рук, с которым сталкиваются многие люди с обсессивно-компульсивным расстройством. Галлюциннации и атака воздуха вокруг головы, как будто там было насекомое, это ещё одна компульсия, которая была замечена у некоторых собак. Кружением, прикусыванием хвоста, взглядом, а иногда и лаем являются другие примеры поведения, которые считаются компульсиями у собак, когда совершаются чрезмерные, повторяющиеся действия.

#### Лечение (фармацевтическое)
Додман выступает за использование упражнений, обогащенную среду (например, предоставление шумов собакам для прослушивания, пока владельцы работают), и часто прозак (СИОЗС используется для лечения ОКР у людей) в качестве лечения.
Шустер и Додман протестировали фармацевтическое лечение на собаках с ОКР, чтобы убедиться, что оно будет работать так же эффективно, как и у людей. Они использовали блокаторы глутаматных рецепторов (мемантин) и флуоксетин, широко известный как антидепрессант Прозак, для лечения и наблюдения за реакциями 11 собак с компульсиями. Семь из 11 собак значительно уменьшили свои компульсии по интенсивности и частоте после приема лекарств.
Додман включает рассказ о Хогане, кастрированном глухом мужском далматине и его компульсивном поведении. Хоган в прошлом подвергался пренебрежению и насилию, прежде чем он был принят Конни и Джимом, который попытался улучшить его поведение, обучив его реагировать на американский язык жестов. Ниже приведены некоторые отрывки из файла Хогана.

"Все было хорошо полтора года, когда внезапно, в одно утро марта, он проснулся и начал лаять на все в поле зрения, и просто не остановился. Он хватал ковры и одеяла, паркетные полы и линолеум, траву и грязь… Сходство между тем, что он делал, и поведением, связанным с поиском добычи, было заметным ".
"Я действительно верю … что Хоган находился под каким-то психологическим давлением в то время, когда развилось компульсивное поведение… Конни и Джим были вынуждены покинуть его на восемь часов в день, когда они пошли на работу … Маятник был установлен и начал качаться. Фактическая компульсия, которая развивается при таких обстоятельствах, менее заметна, чем тот факт, что она «развивается».
«Три реабилитационных центра» — это упражнения, питание и общение. Во-первых, я посоветовал Конни увеличить упражнения Хогана как минимум на тридцать минут аэробной активности в день. Кроме того, я посоветовал, чтобы Хоган получал низкий протеин и пищу без консервантов. Завершив контрольный список реабилитации, я призвал Конни ещё усерднее работать с языком жестов и дал ей указание на новый знак, который нужно использовать, когда Хоган начнет копать. Знак был карточкой с буквой « H ', написанной густой черной пастой. Конни должна была показать Хогану этот знак как можно скорее после того, как он занялся нежелательными действиями, а затем должна была выйти из комнаты. Идея состояла в том, чтобы сообщить ему, что поведение не было желательным, сигнализируя ему, что Конни собралась покинуть комнату… Назовите меня трусом, но из-за предыдущего опыта в собачьих компульсивных расстройствах я не думал, что только это одно сможет помочь, поэтому, используя стратегию ремней и подтяжек, я также посоветовал лечить Хогана клиническим антидепрессантом элавилом. Теоретически, элавил не был бы настолько хорош в обсессивно-компульсивном поведении, но, ограниченный по причинам расхода, и имея в виду возможное воздействие тревоги, элавил был моей лучшей попыткой».
"Прошло шесть месяцев до того, как произошел успех в лечении Хогана… В это время Хоган занимался случайным хватанием значительно сниженной интенсивности, хватание происходило только в моменты стресса. Конни сообщала, что стрессы, в частности, могут вызвать компульсии из-за невозможности найти ее (хозяйку) и чувства, что его оставили одного… Состояние Хогана продолжало улучшаться и достигло точки, в которой он был почти свободен, но не совсем. Это похоже на компульсивные расстройства у человека. Они могут быть уменьшены до уровня таких воздействий, чтобы иметь возможность вести относительно нормальную жизнь, но иногда случаются рецидивы ".
Оригинальный текст (англ.)"All was well for a year and a half when suddenly, one March morning, he woke up and started pawing everything in sight, and just wouldn't stop. He pawed rugs and blankets, hardwood floors and linoleum, grass and dirt surfaces … The similarity between what he was doing and prey-seeking behavior was remarkable."

"I do believe … that Hogan was under some kind of psychological pressure at the time the compulsive pawing behavior developed. … Connie and Jim were compelled to leave him for some eight hours a day while they went to work. … The pendulum was set and ready to swing. The actual compulsion that develops under such circumstances is less relevant than the fact that one 'does' develop."
"The "three R's" of rehabilitation are exercise, nutrition, and communication. First, I advised Connie to step up Hogan's exercise to a minimum of thirty minutes of aerobic activity a day. In addition, I advised that Hogan should be fed a low-protein, preservative-free diet. Completing the rehabilitation checklist, I exhorted Connie to work even harder with the sign-language and instructed her on a new sign to use when Hogan started digging. The sign was a piece of card with the letter 'H' written on it in thick black pen. Connie was to show Hogan this sign as soon as possible after he engaged in a bout of unwanted pawing and then leave the room. The idea was to let him know that the behavior was not wanted by signaling to him that Connie was about to leave the room. … Call me a coward, but I didn't think that alone would cut it because of previous experiences with canine compulsive disorders so, employing a belt-and-suspenders strategy, I also advised medicating Hogan with the tricyclic antidepressant Elavil. Theoretically, Elavil wouldn't be that good in obsessive-compulsive behavior but, limited for reasons of expense, and bearing in mind the possible contribution of separation anxiety, Elavil was my best shot."
"It took six months before Hogan was over the hump of treatment success. … At this time Hogan only engaged in occasional pawing of significantly reduced intensity, and the pawing only occurred in moments of stress. Connie reported that stresses particularly likely to induce pawing included being unable to find her and sensing that he was about to be left alone. … Hogan continued to improve and reached a point at which he was almost pawing-free - but not quite. That seems to be the way with compulsive disorders in man and beast. They can be reduced to the level of permitting affectees to lead relatively normal lives, but there are occasional relapses".

### Зависимость
Сахарная зависимость изучалась на лабораторных крысах, и она развивается так же, как развивается наркомания. Потребление сладких продуктов заставляет мозг выделять природные химические вещества, называемые опиоидами и дофамином в лимбической системе. Вкусная пища может активировать опиоидные рецепторы в вентральной тегментальной области и тем самым стимулировать клетки, высвобождающие допамин в прилежащем ядре. Мозг осознает интенсивное удовольствие, получаемое от дофамина и освобождения опиоидов, и учится жаждать больше сахара. Зависимость создаётся благодаря этим естественным наградам, сладким удовольствиям и опиоиду и допаминам, высвобождаемым в синапсы мезолимбической системы. Гиппокамп, островок и хвостатое ядро активируются, когда крысы жаждут сахара, которые являются теми же областями, которые становятся активными, когда наркоманы нуждаются в наркотике. Сахар хорош, потому что он обеспечивает энергию, но если нервная система соответственно изменяется, и организм становится зависимым от потребления сахара, начинают появляться соматические признаки отмены: стучащие зубы, тремор лап и тряска головы, когда сахар не попадает в организм. У крыс наблюдалась толерантность к морфину, их переносимость морфина объяснялась экологическими причинами и системными эффектами препарата. Толерантность к морфину зависит не только от частоты фармакологической стимуляции, а скорее от двух факторов — предупреждающего сигнала перед введением препарата и системных эффектов препарата. Крысы стали значительно более терпимыми к морфину, когда соблюдались оба фактора, чем те крысы, которые не слышали контрольный сигнал вместе с введением морфина.

### Депрессия
Используя собак, Мартин Селигман и его коллеги впервые начали изучать депрессию, моделируя экспериментальную беспомощность на животных в Университете Пенсильвании. Собаки были разделены на три группы: контрольная группа, группа А имела контроль над ударами током, а группа B не могла контролировать, когда их ударят. После шокирующего состояния собаки были помещены в ящик, где они могли избежать удара, перепрыгивая через перегородку. Чтобы устранить интерференционный эффект — это когда собаки не изучают ответы, будучи шокированными, что мешало бы их нормальному поведению — собаки были обездвижены, используя кураре, парализующий препарат, когда они были шокированы. Как контрольная группа, так и группа A имели тенденцию перепрыгивать через раздел, чтобы избежать удара, в то время как собаки группы B не прыгали и пассивно воспринимали шок. Собаки в группе В понимали, что результат не был связан с их усилиями. Следовательно, возникла теория, которая объясняла поведение животных воздействием шока как настолько сильного стресса, что оно истощало нейрохимические свойства, необходимые животным для движения После изучения собак эффекты беспомощности были протестированы в видах от рыб до кошек. В последнее время выученная беспомощность изучалась у макак резуса с использованием неизбежного шока, вызванного стрессовыми ситуациями, такими как принудительное плавание, поведенческие задачи отчаяния, подвешивание хвостов и вызванная зажатием каталепсия; ситуации, которые делают обезьяну неспособной контролировать окружающую среду..
Было обнаружено, что депрессия и низкое настроение имеют сообщающуюся природу. Они сигнализируют о конфликте в иерархии или о необходимости помощи. Низкое настроение или крайне низкое настроение (депрессия) могут регулировать характер конфликтов и способствовать отстранению от недостижимых целей. «Низкое настроение повышает способность организма справляться с адаптивными проблемами, характерными для непредвиденных ситуаций, в которых стремление преследовать главную цель, вероятно, приведет к опасности, утрате, телесным повреждениям или расточительным усилиям» Будучи апатичным, он может быть приспособленным, а это преимущество для организма. Депрессия также изучалась как поведенческая стратегия, используемая позвоночными, чтобы повысить их личную или инклюзивную приспособленность к возможной угрозе паразитов и патогенов..
Недостаток нейрогенеза связан с депрессией. Животные со стрессом (изолированные, с высоким уровнем кортизола) показывают снижение нейрогенеза. Антидепрессанты способны стимулировать нейрогенез. Рене Хен и его коллеги из Колумбийского университета провели исследование на крысах, у которых они заблокировали нейрогенез, применяя излучение на область гиппокампа, чтобы проверить эффективность антидепрессантов. Результаты показали, что антидепрессанты не работали при заторможенном нейрогенезе.

### Стресс
Роберт Сапольски широко изучил бабуинов в их природной среде в Серенгети в Африке. Он заметил, что бабуины имеют в своём обществе иерархии, очень похожие на человеческие.. Они проводят очень мало часов в поисках пищи и удовлетворения своих основных потребностей, оставляя их со временем, чтобы развивать свою социальную сеть. У приматов психические стрессы отражаются на теле. Приматы испытывают психологические стрессы, вызывающие физиологические реакции, которые со временем могут сделать их больными. Сапольски наблюдал группы бабуинов, отдельных особей и социальные взаимодействия, затем собирал образцы крови бабуинов, чтобы контролировать уровень кортизола (гормона стресса) уровней бабуинов, затем групповые образцы на уровень кортизола. Большая часть данных была собрана у самцов бабуинов, потому что в любой момент времени 80 процентов женщин были беременны. Три фактора повлияли на уровень кортизола бабуина: дружеские отношения, перспективы и ранг. Бабуины имели более низкие уровни кортизола, если они: 1. играли с детенышами и культивировали дружеские отношения; 2. могли бы знать в ситуации реальной угрозы, победят они или проиграют; 3. занимали лидирующие позиции.
Уровни кортизола повышаются с возрастом, а клетки гиппокампа экспрессируют меньшее количество гормональных рецепторов на их поверхности, чтобы защитить их от избытка, что затрудняет контроль уровня стресса. Уровень кортизола повышается у половины людей, страдающих от большой депрессии, это область гиппокампа, на которую влияют оба. Стресс может отрицательно влиять на функцию желудочно-кишечного тракта, вызывая язвы, а также может уменьшать половое влечение, влиять на сон и повышать кровяное давление, но он также может стимулировать и мотивировать. Когда животные испытывают стресс, они, как правило, более насторожены, чем когда они не подвергаются стрессу. Это может помочь им больше узнать о незнакомой среде и возможных угрозах для их жизни в этих условиях. Йеркс и Додсон разработали закон, который объясняет эмпирическую взаимосвязь между возбуждением и эффективностью, проиллюстрированную перевернутым графиком U-формы. Согласно закону Йеркса-Додсона, производительность возрастает, как и когнитивное возбуждение, но только до определённой точки. Нижняя часть U-образной формы обусловлена стрессом и повышением напряжения, а также эффективностью и производительностью, но только до определённой точки. Когда стресс становится слишком большим, производительность и эффективность снижаются.
Сапольский также изучал стресс у крыс, и его результаты показывают, что ранний опыт у молодых крыс имеет сильные, длительные последствия. Крысы, которые подвергались воздействию человека (стрессовая ситуация), имели тонко настроенные стресс-реакции, которые, возможно, снизили воздействие гормонов стресса по сравнению с теми крысами, которые не были обработаны. Говоря коротко, стресс может быть адаптивным. Чем больше крыса подвергается стрессовой ситуации, тем лучше она может с ней справиться.

### Стереотипии
Стереотипии являются повторяющимся, иногда ненормальным поведением, такими как расхаживание на жерди для птиц. Существуют адаптивное стереотипное поведение, такое как уход за собой у кошек и пение у птиц. Попугаи, заключённые в клетки, обычно выполняют ряд стереотипий. Эти формы поведения повторяются и не имеют никакой функции или цели. Попугаи выполняют поразительные звуковые и двигательные стереотипы, такие как расхаживание на жерди или повторяющаяся игра с определённой игрушкой. Собирание перьев и громкие вокализации могут быть стереотипиями, но они не столь жёсткие и могут быть реакцией на лишение свободы, стресс, скуку и одиночество, поскольку исследования показали, что попугаи, которые находятся в клетках, наиболее близким к дверям, наиболее подвержены сбору перьев или крикам. Собирание перьев не является истинной стереотипностью и больше похоже на вытягивание волос у человека, громкие вокализации или крики могут быть стереотипиями, но вокализация является частью естественного поведения попугая. Ограниченным в свободе попугаям не хватает стимуляции. Предположительно, они страдают от отсутствия общения и возможностей для добычи пищи. Стереотипии могут развиваться из социальной среды, например, наличие или отсутствие определённых социальных стимулов, социальная изоляция, низкая или высокая посадка кормушки (особенно для укусов хвостов у свиней). Такое поведение также может передаваться через социальное обучение. Рыжие полевки, голуби и свиньи, размещенные рядом с животными, демонстрирующими стереотипии, приобретают их также хорошо, как при усилении стимулов, что происходит при укусе хвоста у свиней и при клевании перьев у кур.
Стереотипии могут быть механизмами преодоления, как показывают результаты исследования на привязанных и находящихся в стойле свиноматках. Свиноматки, которые привязаны и находятся в стойле, демонстрируют больше стереотипий, таких как вылизывание и трение, чем свиноматки, которые находятся в группах на открытом воздухе. Это ненормальное поведение, по-видимому, связано с плотностью рецепторов опиоидов (связанных с системой вознаграждения). У свиноматок, длительное заключение, привязывание или содержание в клетках для беременных приводит к ненормальному поведению и стереотипиям. Опиоидные рецепторы мю и каппа связаны с неприязненным поведением, а плотность рецепторов мю больше у привязанных свиноматок, чем свиноматок, которые находятся в группах на открытом воздухе. Однако у свиноматок со стереотипным поведением наблюдалось снижение как в плотности рецепторов мю, так и в каппах в мозге, что свидетельствует о том, что неактивность увеличивает плотность рецепторов млекопитающих, а развитие стереотипов уменьшает плотность каппа и мю-рецепторов.

### Аутоагрессия
Было обнаружено, что макак-резусы проявляют аутоагрессию, включая кусание себя, сжатие себя, удары, нанесённые себе, трение себя и повреждение частей тела. Наблюдаемые макак-резусы содержались индивидуально в клетке и были здоровы. Их уровень аутоагрессии повышался в стрессовых и стимулирующих условиях, таких как перемещение из одной клетки в другую. Аутоагрессия изучалась у макак с купированными хвостами. Аутоагрессия увеличилась в обедненной среде, и результаты подтверждают, что аутоагрессия может увеличиваться в плохих условиях. Макаки под наблюдением не общаются так, как это делают дикие макаки, которые могут иметь аутоагрессию. Когда макакам разрешается общаться, и в клетку помещается ещё одна макака, уровень аутоагрессии у макак уменьшается. Результаты показывают, что аутоагрессия является формой перенаправленной социальной агрессии. Аутоагрессия связана с фрустрацией и социальным статусом, особенно у макак, имеющих средний уровень доминирования.